# Cynanchophagus cornutus
Cynanchophagus cornutus is een keversoort uit de familie snuitkevers (Curculionidae). De wetenschappelijke naam van de soort werd in 1987 gepubliceerd door Axentjev.